# Alphabet albanien
 (juin 2020).
Si vous disposez d'ouvrages ou d'articles de référence ou si vous connaissez des sites web de qualité traitant du thème abordé ici, merci de compléter l'article en donnant les références utiles à sa vérifiabilité et en les liant à la section « Notes et références ».
L'alphabet albanien ou alphabet aghouanais, aussi appelé plus rarement l’aghbanien, est un ancien alphabet utilisé par les Albaniens, les habitants d'un territoire aujourd'hui compris dans l'Azerbaïdjan et le Daghestan, pour écrire leur langue. Selon l'historien arménien du VIIe siècle Movsès Kaghankatvatsi reprenant Korioun, cet alphabet a été créé par le moine arménien Mesrop Machtots, créateur également des alphabets arménien et géorgien.

## Histoire
Mentionné dans des sources anciennes, cet alphabet n'a été redécouvert qu'en 1937 par le professeur géorgien Ilia Abuladze dans le manuscrit 7117 du Matenadaran, du XVe siècle, qui expose différents alphabets à titre comparatif (alphabets arménien, grec, latin, géorgien, syriaque, copte et albanien). La partie sur l'alphabet albanien est intitulée Aluanic girn e (« lettres albaniennes »). À travers ce document, Abuladze se trouvait en face d'une liste de lettres avec une transcription phonétique approximative en arménien, mais il n'avait pas de texte illustrant l'usage de cet alphabet.
Dès 1937, le linguiste A. Charnidze a rapproché la structure phonétique de cet alphabet de la langue oudi, résiduelle en Azerbaïdjan et en Géorgie.
Un long fragment de texte rédigé dans cet alphabet a été découvert en 1996 par Zaza Alexidze, directeur de l'Institut des manuscrits de Tbilissi, sur un palimpseste du Monastère Sainte-Catherine du Sinaï. Le texte albanien avait été gratté puis recouvert d'une version géorgienne de la vie des pères du désert. Zaza Alexidze et Jean-Pierre Mahé ont présenté en 2001 les premiers essais de déchiffrement de cette langue inconnue à l'Académie des inscriptions et belles-lettres de Paris. À partir de l'alphabet du manuscrit arménien 7117 et d'une comparaison avec le vocabulaire oudi, ils ont pu établir que les fragments retrouvés étaient des extraits de l'Évangile de Jean et du lectionnaire albanien, datables entre les Ve et VIIIe siècles. Le déchiffrement du palimpseste a été publié en 2009.